# 8387 Fujimori
8387 Fujimori (1993 DO) là một tiểu hành tinh vành đai chính được phát hiện ngày 19 tháng 2 năm 1993 bởi T. Seki ở Geisei.